# 큰꽃삽주
큰꽃삽주(학명: Atractylodes macrocephala) 또는 백출(白朮)은 국화목 국화과 엉겅퀴아과 삽주속에 속하는 여러해살이풀로, 한약재로 사용되는 약용식물의 일종이다. 덩어리 모양의 뿌리줄기를 말려서 약으로 사용한다.